# Lycomormium schmidtii
Lycomormium schmidtii är en orkidéart som beskrevs av A.Fernández. Lycomormium schmidtii ingår i släktet Lycomormium och familjen orkidéer.
Artens utbredningsområde är Colombia. Inga underarter finns listade i Catalogue of Life.